# Enfants de Buchenwald
Les Enfants de Buchenwald sont environ 1000 enfants juifs, dont certains âgés de 4 ans trouvés vivants par l'armée américaine lors de la libération du camp de concentration de Buchenwald, le 11 avril 1945.

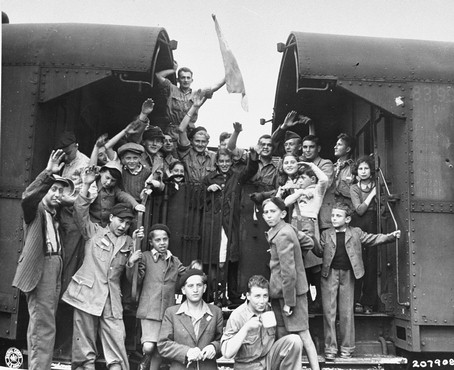
Enfants rescapés de Buchenwald.
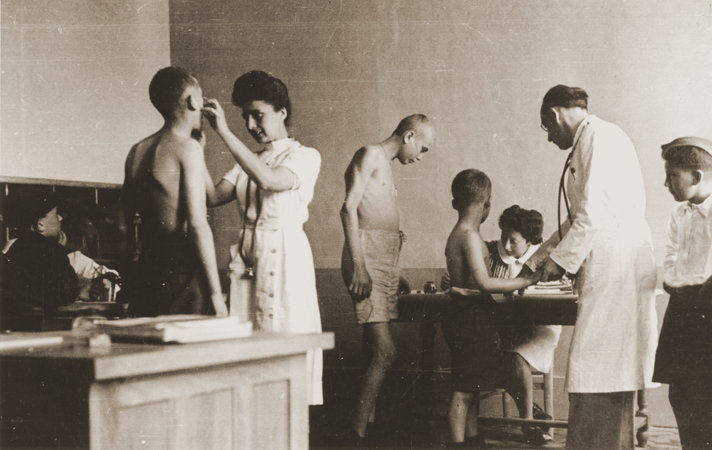
Visite médicale, à gauche le docteur Françoise Brauner.
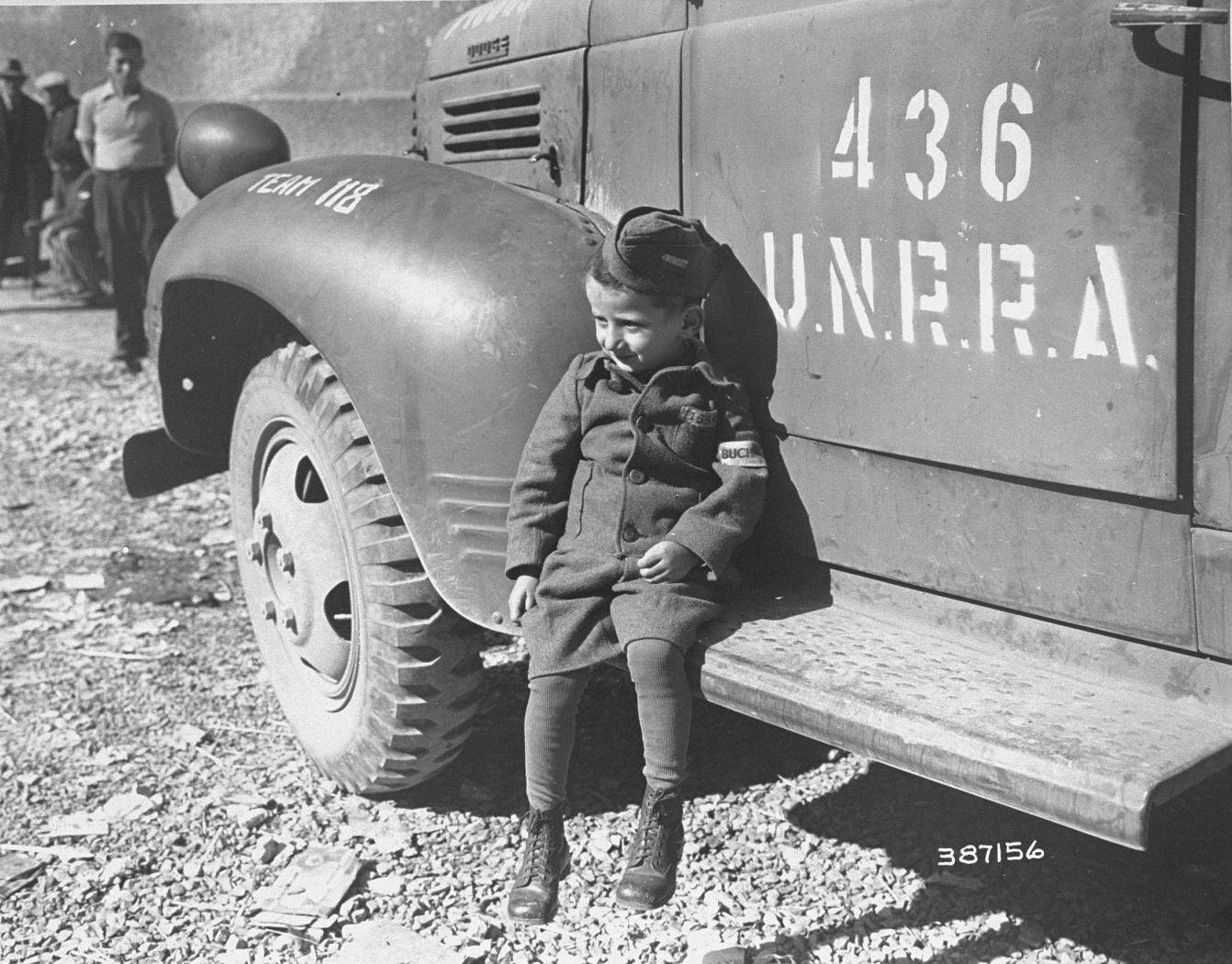
Joseph Schleifstein, 4 ans, le plus jeune survivant de Buchenwald.
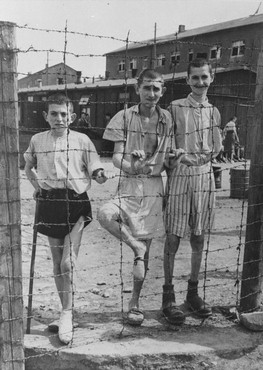
Enfants survivants de Buchenwald à sa libération, le 11 avril 1945, prêts à quitter le camp de concentration.
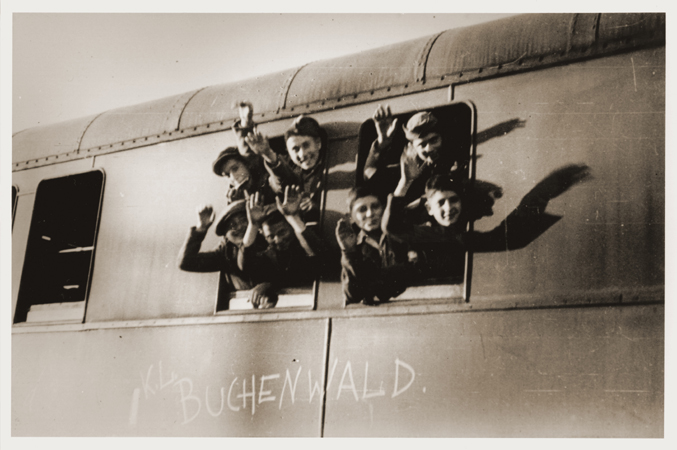
Les enfants survivants de Buchenwald quittent le camp par train.

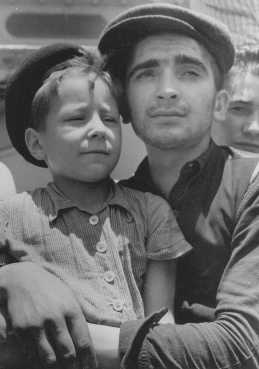
Israel Meir Lau (8 ans) dans les bras d'Elazar Schiff, survivant de Buchenwald lors de leur arrivée à Haïfa le 15 juillet 1945.

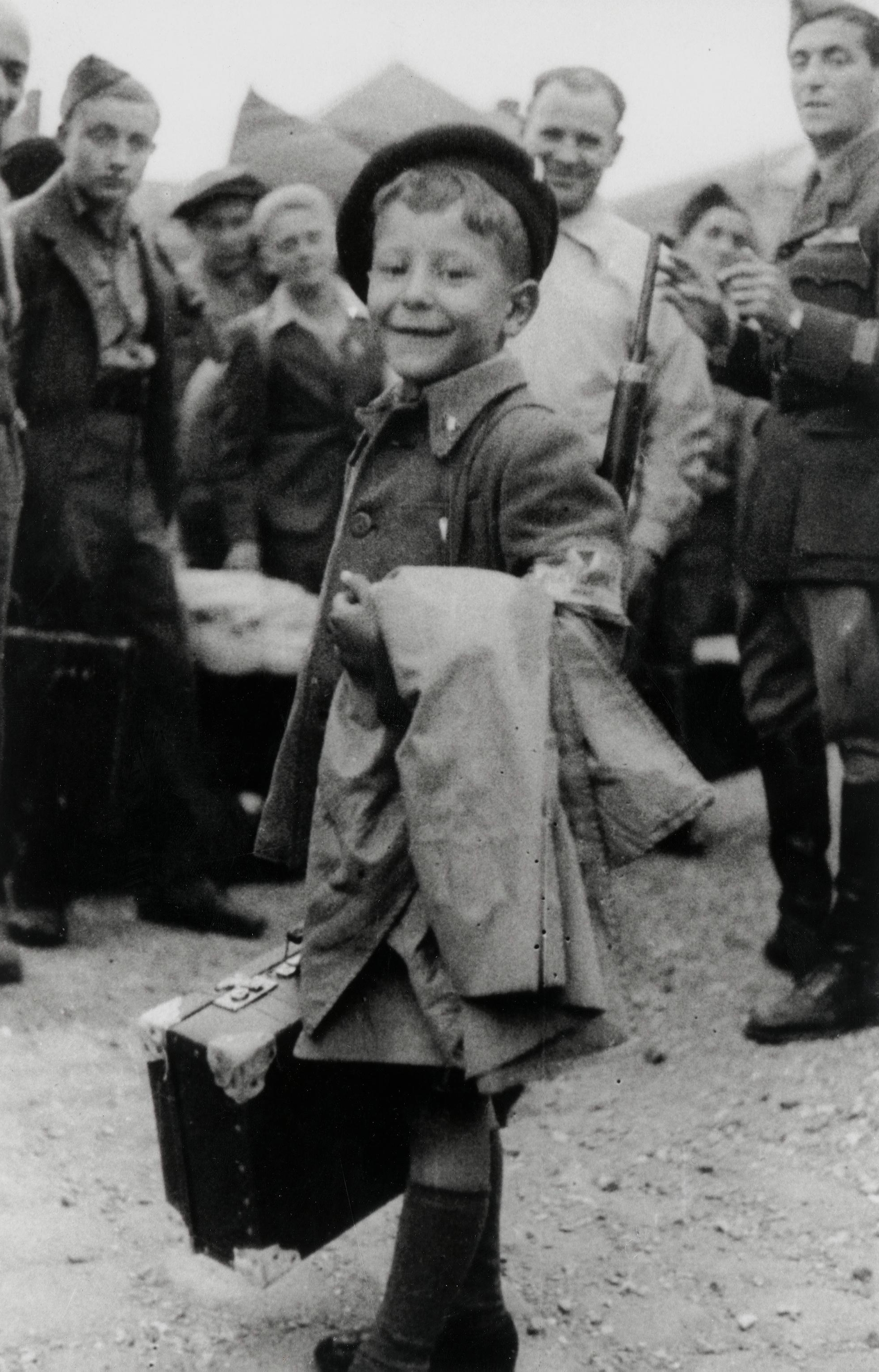
Israel Meir Lau, 8 ans, quittant Buchenwald, le 2 juin 1945.

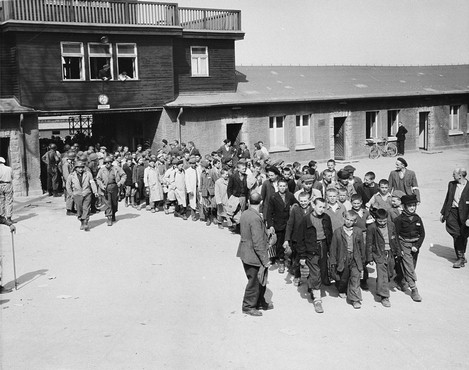
Enfants survivants de Buchenwald escortés par des soldats américains, sortant par la porte principale du camp, pour se rendre à un hôpital américain pour y être traités, le 17 avril 1945.

## Histoire

### La libération de Buchenwald
Le 11 avril 1945, l'armée américaine libère le camp de concentration de Buchenwald et libèrent 21 000 prisonniers, dont 4 000 juifs, dont 1 000 enfants, certains âgés de 4 ans,,,
,,,,,.

### L'origine des enfants
La plupart des enfants sont originaires de Pologne, de Hongrie, de Slovénie et de Ruthénie.  

### La prise en charge des enfants
Les aumôniers militaires juifs américains, les rabbins Robert Marcus et Herschel Schacter arrivent sur les lieux un ou 2 jours plus tard et prennent les enfants en charge. Ils prennent contact avec l'Oeuvre de secours aux enfants (OSE) et la Jewish children's relief organization à Genève.
Les enfants sont envoyés en France (427), en Suisse (280) et en Angleterre (250). Le 2 juin 1945, des représentants de l'OSE arrivent à Buchenwald et escortent, avec le rabbin Marcus, ceux qui vont en France.
Le rabbin Schachter accompagne le groupe d'enfants qui va en Suisse. Ne trouvant pas des habits adéquats, les garçons mettent des uniformes des jeunesses hitlériennes. À l'arrivèe en France, la population réagit avec colère en les voyant, ne se doutant pas qu'ils sont des rescapés. Pour éviter des confusions, les trains suivants portent l'inscription "KZ Buchenwald orphelins".

## Mémoire
- Dans l’Eure, jardin mémoriel en hommage aux enfants de Buchenwald[15],[16]